# Pankreopriv
Pankreopriv ist die medizinische Bezeichnung für einen Mangel an Bauchspeicheldrüsengewebe. Meistens wird der Begriff im Zusammenhang mit einer besonderen Form der Zuckerkrankheit, dem so genannten pankreopriven Diabetes mellitus gebraucht. Der Anteil der pankreopriven Diabetiker unter den Diabetes-Patienten beträgt ca. 8 %.
Fällt die Bauchspeicheldrüse in ihrer Funktion ganz oder teilweise aus (> 90 % Parenchymverlust), so kommt es u. a. zu einem absoluten Insulinmangel und infolgedessen zu einer diabetischen Stoffwechsellage. Aufgrund der mit dem Untergang des Pankreasgewebes einhergehenden exokrinen Pankreasinsuffizienz kann es außerdem zu Maldigestion mit Steatorrhoe, Abmagerung, Eiweißmangelödemen oder Aszites kommen. 
Andere geläufige Bezeichnungen des pankreopriven Diabetes mellitus sind Typ 3c-Diabetes nach der Klassifikation der WHO von 1999, die unter „Andere spezifische Diabetes-Typen“ acht Kategorien auflistet oder sekundärer Diabetes infolge einer Erkrankung der Bauchspeicheldrüse.
Erkrankungen der Bauchspeicheldrüse, die zum Verlust / zur Zerstörung des Pankreasgewebes führen, können unter anderem sein:
- Entzündungen der Bauchspeicheldrüse (Pankreatitis), häufig ausgelöst durch Gallensteine oder Alkoholmissbrauch
- Pankreaskarzinome, die eine teilweise oder vollständige Entfernung der Bauchspeicheldrüse (Pankreatektomie) erfordern
- Zystische Fibrose
- Hämochromatose

Für die Therapie des pankreopriven Diabetes mellitus gibt es folgende Empfehlungen:

Die Therapie des pankreatogenen Diabetes hat die Ziele, den Blutzucker zu normalisieren, Komplikationen zu vermeiden und den HbA1c-Wert auf ca. 7 % einzustellen. Die Therapie besteht aus Alkoholabstinenz und einer individuellen Ernährungstherapie. Der Patient sollte möglichst sechs fettarme, überwiegend pflanzliche, ballaststoffreduzierte Mahlzeiten einhalten. Alle Mahlzeiten sollten mit Verdauungsenzymen (Pankreatine, Pilzenzyme) substituiert werden, die Substitution sollte während des Essens erfolgen.
Der Patient sollte eine rigorose Blutzuckerselbstmessung durchführen, um sich nicht durch Hypoglykämien zu gefährden. Er sollte generell keine oralen Antidiabetika nehmen. Optimal ist eine intensivierte Insulintherapie. Wenn diese nicht möglich ist, sind drei Injektionen eines kurzwirksamen Insulins und eine Injektion eines abendlichen Intermediärinsulins anzuraten.
Bei Patienten mit chronischer Pankreatitis sollte möglichst eine intensive interdisziplinäre Therapie durchgeführt werden. Die Prognose dieser Patienten kann verbessert werden, wenn Pankreatologen, Suchtärzte, Schmerztherapeuten und Endokrinologen zusammenarbeiten.